# 亀戸梅屋敷
亀戸梅屋敷（かめいどうめやしき)は、江戸時代に亀戸に実在した「梅屋敷」と呼ばれる別荘をモチーフに建てられた商業施設。
亀戸地域の5つの商店街が連携して地域活性化に取り組む「亀戸いきいき事業協同組合」が運営主体となり、亀戸の地元住民と観光客誘致を企図している。

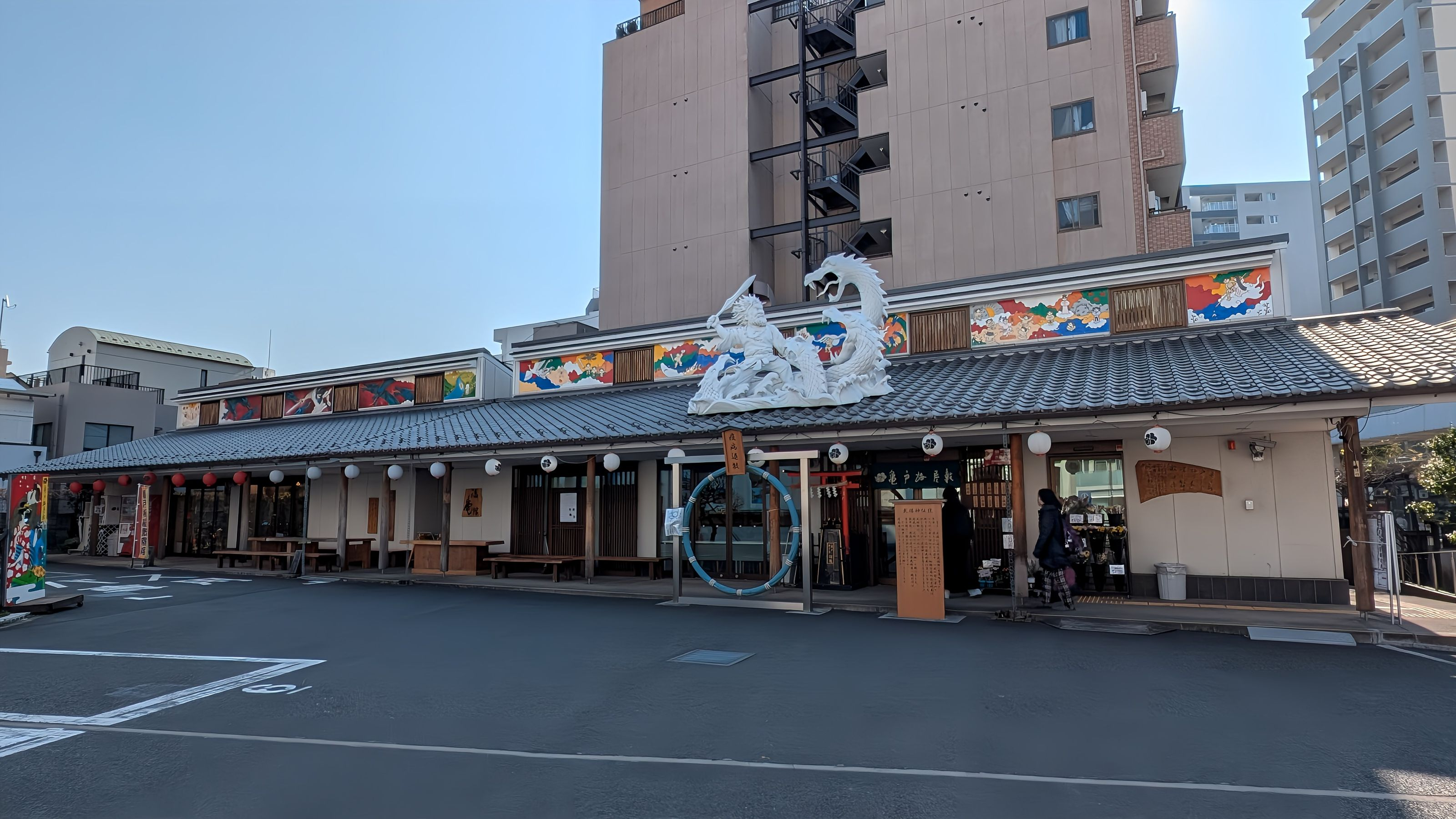
亀戸梅屋敷全景

## 概要
かつての梅屋敷には約3600坪もの広大な庭園があり、梅の木が一面に植えられていた。江戸時代に活躍した浮世絵師の歌川広重は梅屋敷の情景の虜となり、数々の浮世絵を残している。なかでも晩年の大作である名所江戸百景で描かれた「亀戸梅屋敷」は後にフィンセント・ファン・ゴッホが模写したことでも知られている。
亀戸梅屋敷は下町情緒漂う純和風建築であり敷地面積は約400坪。部材には江戸時代から貯木場として栄えた江東区木場を偲ばせる銘木を多用している。施設内には物販コーナー、展示ギャラリー、伝統工芸実演コーナー、観光案内所、休憩所、多目的ホールが備わっている。
入場料は無料。開館時間は午前10時から午後6時まで、年中無休（施設点検などで臨時休業あり）。

## 施設の紹介
- 福亀館 - 亀戸の見所案内と、名産物を販売する和風造りの施設である。亀戸は創業二百余年の老舗から話題の新味まで取り扱い商品が多彩であり、それらの中には「亀戸梅屋敷」だけの限定品も見られる。
- 文芸館 - 地域住民・観光客が集う場として、気軽に利用できるくつろぎ空間。各種イベントや展示会も開催される。
- 多目的ホール - 会合から講演会、各種展示会まで、催事内容に合わせてレイアウトができるホールである。
- 浮世絵サロン - 浮世絵作品に囲まれた空間に、天然の秋田杉のテーブルを設置した趣のある室内。亀戸散策のご休憩、喫茶に利用できる[2]。

### 施設各所

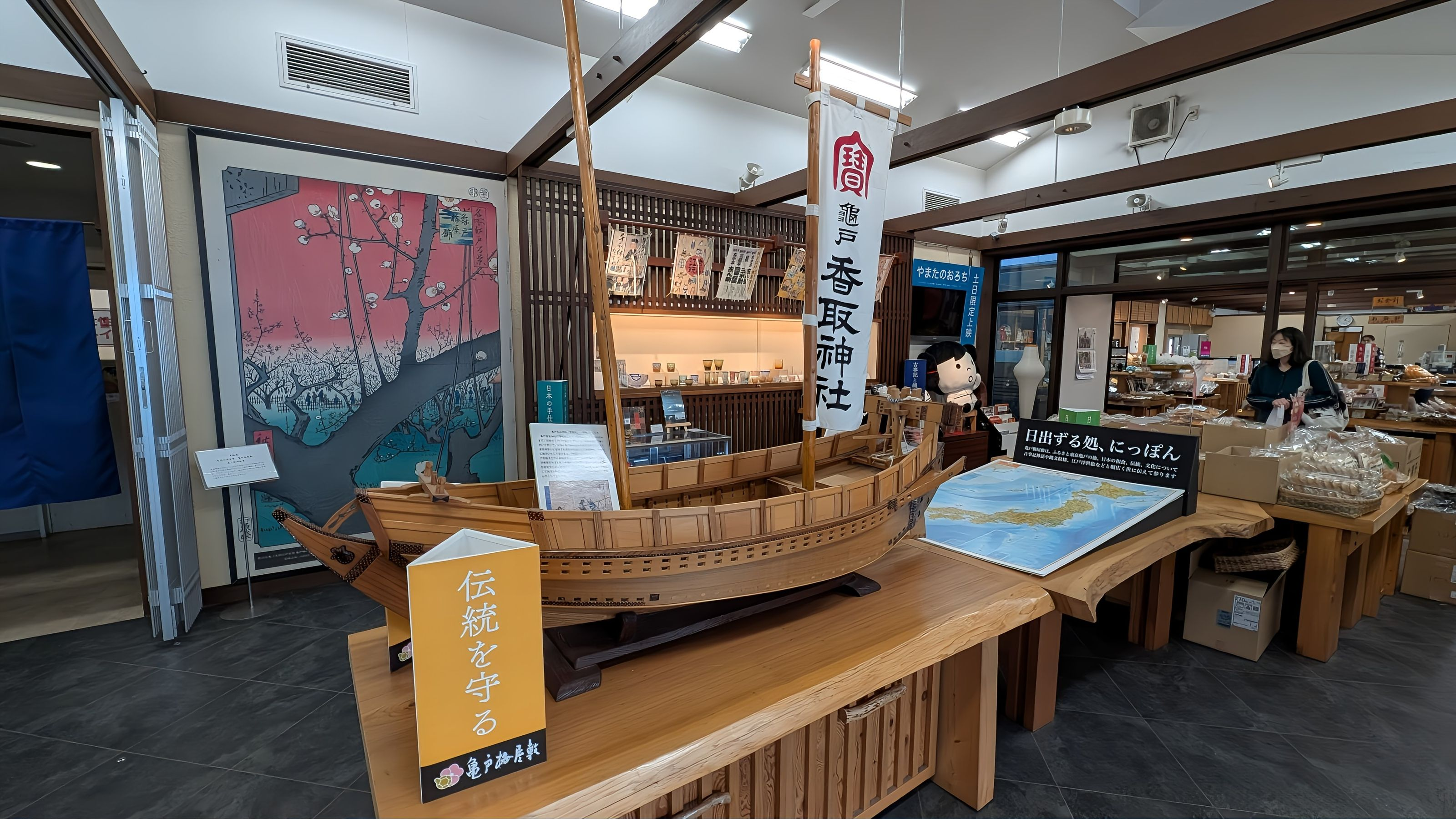
文芸館(交流館)
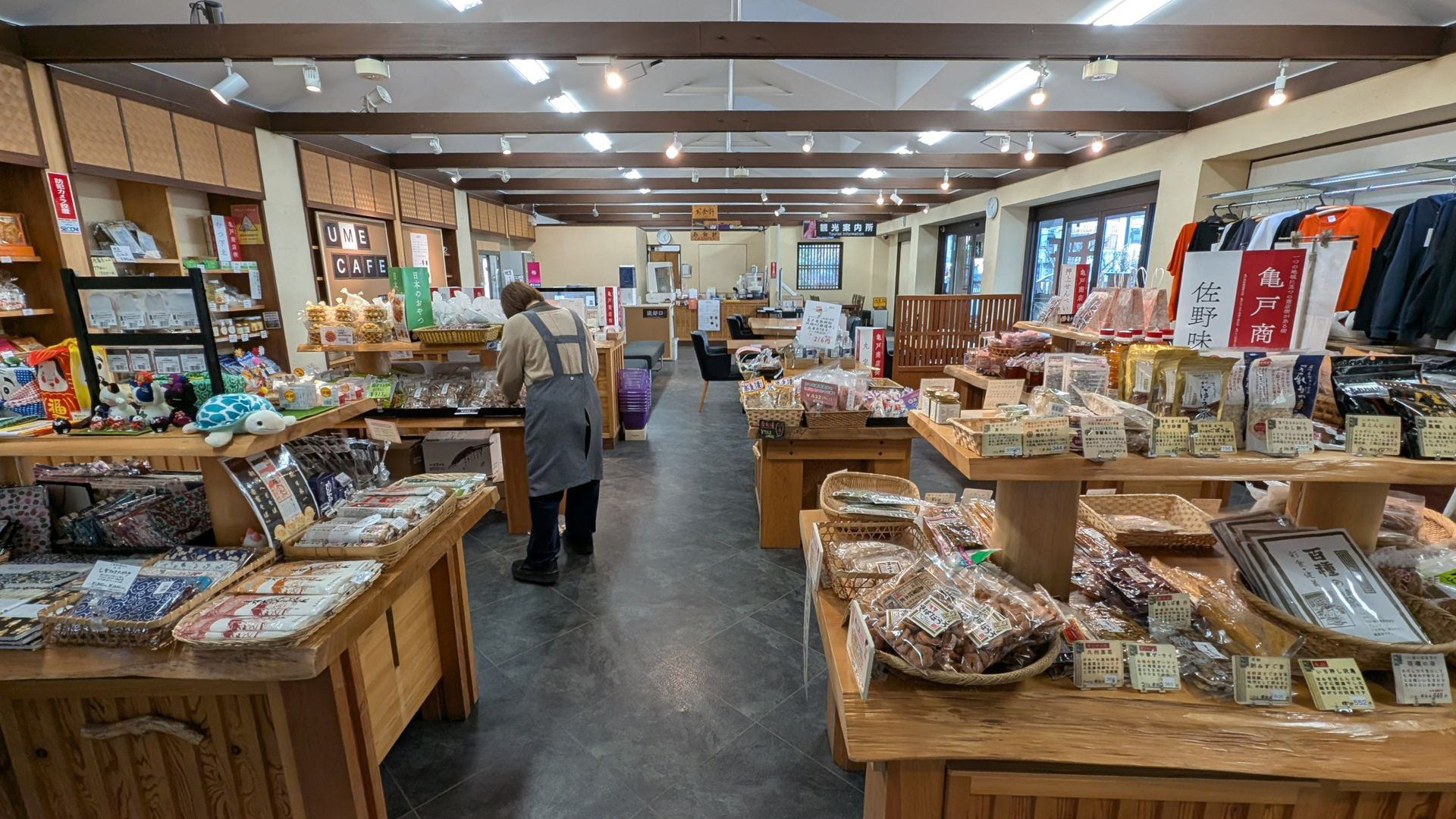
物産品を販売する福亀館
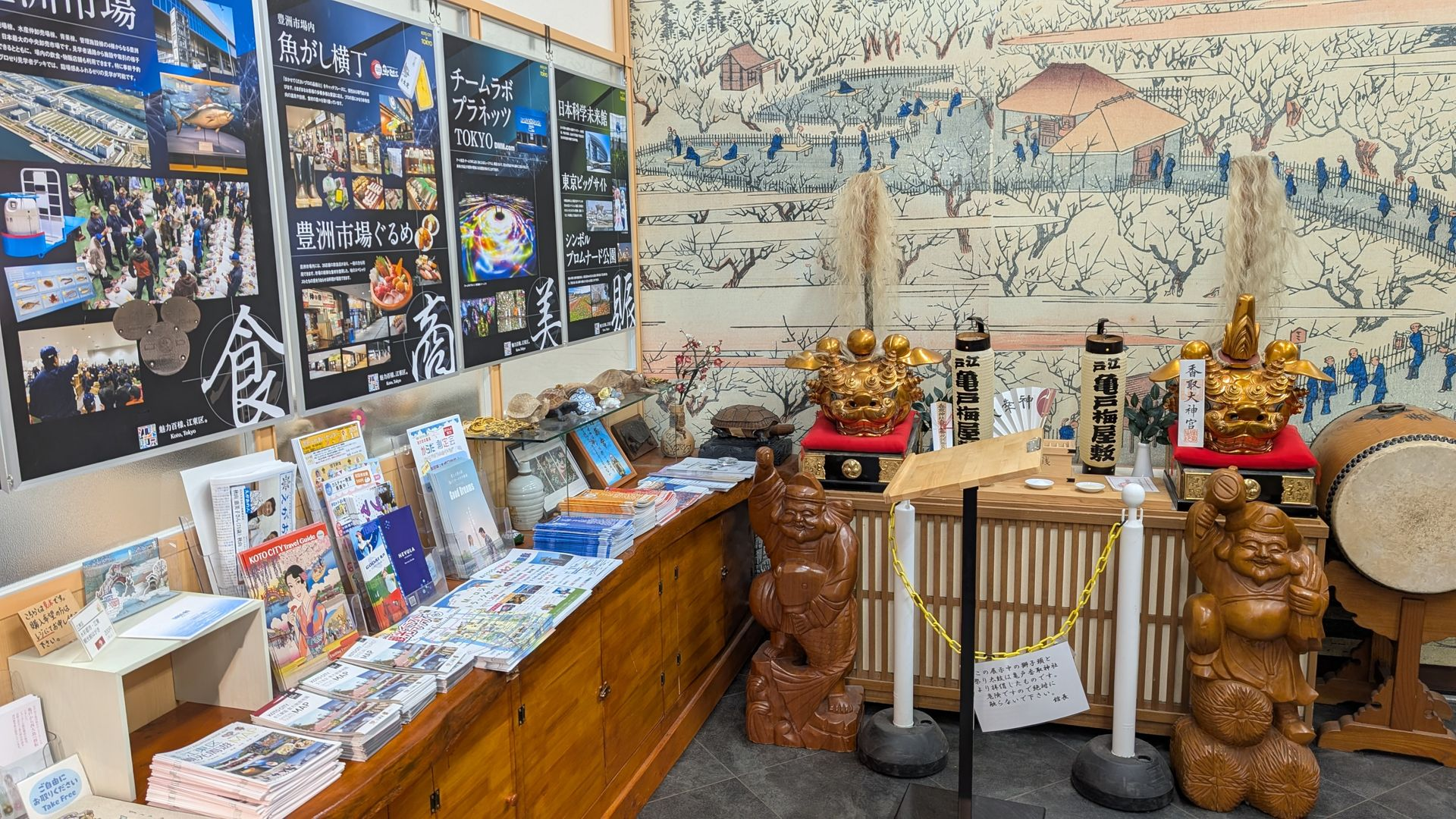
江東区のPRブース
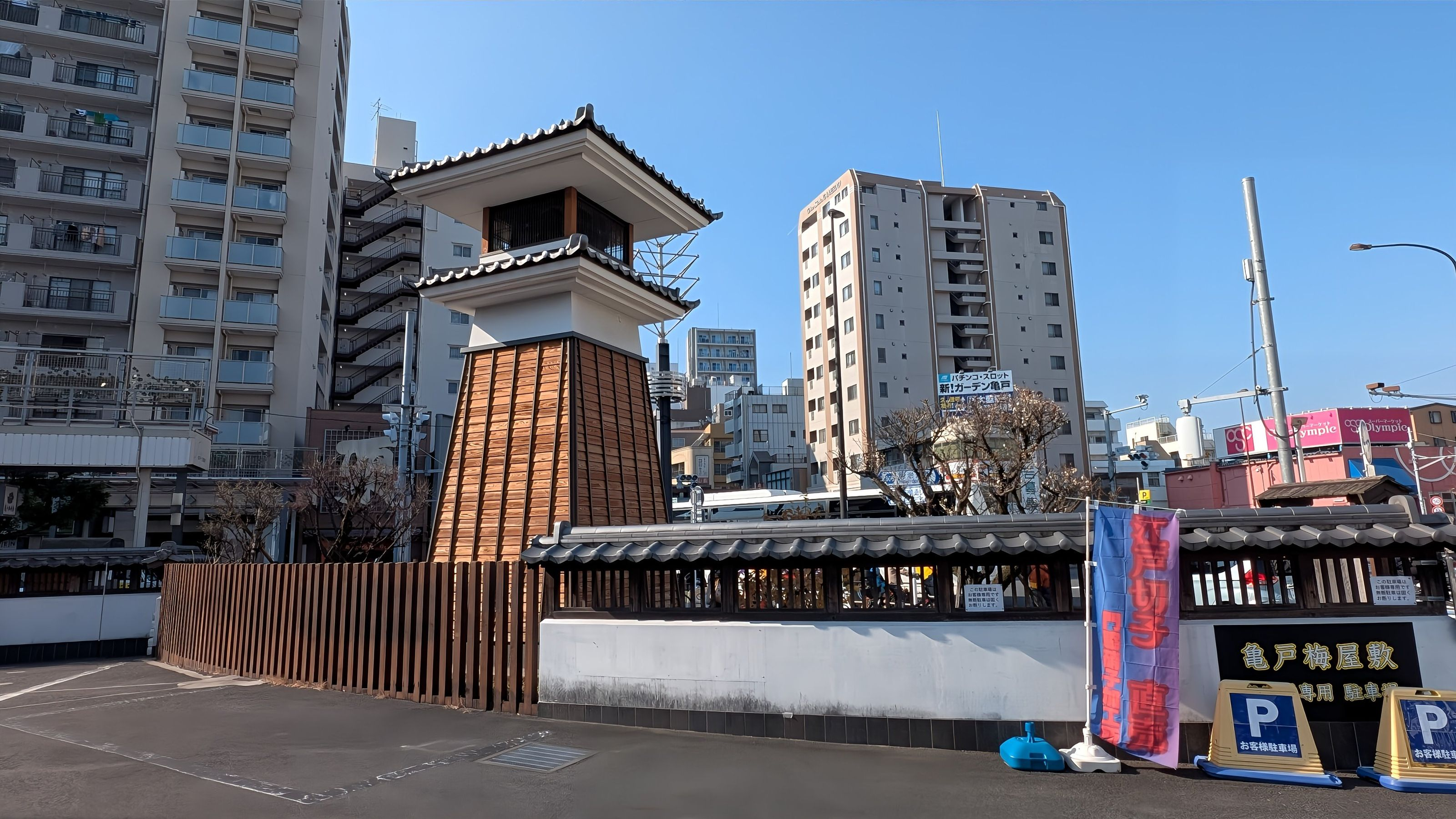
入り口横の火の見櫓

## 梅咲き誇る清香庵
「清香庵(せいこうあん)」は江戸時代、亀戸の呉服商・伊勢屋彦右衛門の別荘である。その庭には見事な梅の木々が植えられ、春を迎えると江戸中から人々が北十間川や竪川を船で訪れ、この地は大いに賑わったと言われている。
中でも庭園のなかを数十丈（150ｍ）にわたり枝が地中に入ったり出たりする一本の梅が知れ渡り、その評判を耳にした徳川光圀は、まるで竜が臥しているようであると深く感じ入り、その梅木に「臥竜梅」の名を与えている。また、八代将軍・徳川吉宗は、土中に入った枝が、再び地上に這い出る様から生命の循環を感じ取り、「世継ぎの梅」の名を与えこれを讃えている。
江戸庶民の心を捉え、ゴッホの絵画を通しその名を世界に知らしめた亀戸の梅屋敷。当時の賑わいの場として、そして、江戸／下町／亀戸の粋な歴史と文化を世界へ伝える拠点として、当館は「亀戸梅屋敷」と名付けられたのである。

## 運営・亀戸いきいき事業協同組合
亀戸梅屋敷は「亀戸いきいき事業協同組合」により運営されている。
24組合員（2021年12月現在）により構成され、年会費は2万円。組合員として、物販の販売委託契約書を締結し、一つは物産品等を販売する形をとる。もう一つは物販の販売委託契約は締結せず、一組合員として加盟して運営に協力する形がある。
月1回定例会を開催し、組合員相互の交流と亀戸梅屋敷のより良い運営のための話し合いをしている。

## 交通アクセス

### 鉄道
総武本線および東武亀戸線の亀戸駅から徒歩7分

### バス
里22、草24、上26、門33、南千48系統「亀戸四丁目」停留所より徒歩1分